# Велетин (агрогородок)
Велетин (бел. Веляцін) — агрогородок в Поселичском сельсовете Хойникского района Гомельской области Республики Беларусь.

## География

### Расположение
В 11 км на юго-восток от районного центра и железнодорожной станции Хойники (на ветке Василевичи — Хойники от линии Гомель — Калинковичи), в 114 км от Гомеля.

### Гидрография
На севере мелиоративные каналы, соединённые с рекой Припять (приток реки Днепр).

## Транспортная сеть
Транспортные связи по просёлочной, а затем автодороге Хойники — Брагин. Планировка состоит из чуть искривлённой длинной улицы, ориентированной с юго-запада на северо-восток, к которой с севера присоединяются короткие улицы. Застроена двусторонне, преимущественно деревянными домами усадебного типа. В 1986- 94 годах построены кирпичные дома на 50 квартир, в которых разместились переселенцы из загрязнённых радиацией мест после катастрофы на Чернобыльской АЭС.

## История
По письменным источникам Велетин известен с 1541 года как село в Брагинском имении князя Александра Михайловича Вишневецкого,* находилось в Киевском воеводстве Великого Княжества Литовского, с середины 1569 г. — Королевства Польского. Согласно акту о разделе имения Брягин 1574 г., “Село Велетин з бояры путными, з людми заседелыми и незаседелыми, з даню грошовою и медовою, з кгрунты, дубровами, чертежами, полями и сеножатми” досталось князю Александру Александровичу Вишневецкому.**
На 1581 г., когда имение принадлежало его вдове княгине Александре, в Велетине насчитывалось 8 дымов крестьян-огородников.
Позднее, до 1622 г. частью Брагинского имения, включая Велетин, владел князь Адам Александрович Вишневецкий. С 1641 г. Велетин — собственность князя Иеремии Михала Вишневецкого, снова объединившего в одних руках Брагинское наследие младшей линии рода. После смерти в 1672 г. жены последнего княгини Гризельды Констанции (из Замойских) Брагинская фортуна перешла её племяннику Станиславу Конецпольскому, умершему в 1682 г. В 1687 году Велетин назван среди селений усыновлённого покойным Яна Александра Конецпольского, сильно потерпевших от постоя реестровых казаков полковника Павла Апостола Щуровского. После смерти в 1719 г. Я. Конецпольского и пребывания в заставе у панов Силичей, примерно с 1733 г. Велетином завладел князь Михал Сервацый Вишневецкий, первый и единственный в старшей линии рода, кто подписывался "графом на Брагине". В 1754 г. Брагинское имение (в т. ч. Велетин) было куплено у дочери князя Михала княгини Эльжбеты Вишневецкой Михаловой Замойской паном Францем Антонием Ракицким, потомки которого владели им ещё и во второй половине XIX в.  
После 2-го раздела Речи Посполитой (1793 год) в составе Российской империи. 29 мая 1881 года в результате пожара сгорело 57 дворов.
С 8 декабря 1926 года до 30 декабря 1927 года центр Велетинского сельсовета Хойникского района Речицкого с 9 июня 1927 года Гомельского округов. В начале 1930 года организован колхоз «Большевик», работали ветряная мельница, кузница. Во время Великой Отечественной войны на фронтах и в партизанской борьбе погибли 99 жителей, память о них увековечивает скульптура солдата, установленная в 1969 году около школы. Согласно переписи 1959 года центр колхоза «Большевик». Расположены 9-летняя школа, Дом культуры, библиотека, фельдшерско-акушерский пункт, детский сад, отделение связи, магазин, швейная мастерская.

## Экономика
- ОАО «Велетин Агро»

## Население

### Численность
2021 год — 376 жителей, 150 хозяйств

### Динамика
- 1834 год — 602 жителя
- 1930 год — 88 дворов
- 1959 год — 862 жителя (согласно переписи)
- 2004 год — 429 жителей, 175 хозяйств
- 2021 год — 376 жителей, 150 хозяйств

## Культура
- Велетинский сельский Дом культуры — Филиал ГУК "Хойникский районный Дом культуры"

## Достопримечательность
- Городище периода раннего железного века, 1-е тыс. н.э., 6 км от агрогородка, урочище Рудовец —  Историко-культурная ценность Республики Беларусь, шифр 313В000793.